# Slaget vid Joutseno
Striden vid Joutseno ägde rum under finska inbördeskriget den 14 april 1918 mellan de röda och de vita. 
I slutskedet av striderna i Joutseno anföll de vita med ett kompani över Saimens is mot Honkalahti. De röda besköt anfallarna intensivt från Pappilanmäki. De vita leddes av den mytiske jägarmajoren Armas Ståhlberg, son till president Kaarlo Juho Ståhlbergs kusin Karl Emil Ståhlberg. När denne steg upp på en sten för att se bättre fick han en kula i hjärtat. Jägarlöjtnant Väinö Emil Strömberg övertog därefter kommandot. Den 25 april erövrades slutligen Joutseno av de vita. 
På platsen där Ståhlberg föll återfinns ett minnesmärke i Karstunranta by. 